# Lejowy Potok
Lejowy Potok – potok, dopływ Kirowej Wody. Płynie dnem Doliny Lejowej w Tatrach Zachodnich. Jego źródło o niewielkiej wydajności oraz liczne wycieki znajdują się na wysokości 1240 m n.p.m. Wydatnie zasila go ciek wodny spływający z północnych zboczy Kominiarskiego Wierchu. Dwa największe lewostronne dopływy wypływają ze skalnych źródeł pod Kominiarskiem Siodłem i Lejowym Siodłem, z prawej strony brak wyraźnych dopływów. Koryto wyżłobione jest w wapieniach i łupkach i zawalone skalnym rumoszem. W rozszerzeniach doliny potok często zmienia swój bieg i przerzuca koryto.
Po wypłynięciu z Doliny Lejowej poniżej skał Między Ściany potok wpływa do Rowu Kościeliskiego. Przy wylocie gubi część wód w stożku napływowym. Dolny odcinek od wylotu z Tatr do ujścia ma mały spadek i nazywany jest Przybielanką. Płynie ona przez środek polany Biały Potok, rozdzielając ją na dwie części, i w Białym Potoku wpada do Kirowej Wody tuż przed jej połączeniem się z Siwą Wodą. Następuje to na wysokości 878 m. Dawniej Przybylanka uchodziła do Siwej Wody, ma jednak tendencję do zmieniania i skracania swojego biegu.
Powierzchnia zlewni wynosi 5,92 km², długość potoku 6,24 km, średni spadek 5,28%, średni przepływ 150 l/s.

## Szlaki turystyczne
– wzdłuż prawie całego potoku (oprócz górnego i dolnego odcinka) biegnie żółty szlak turystyczny z polany Biały Potok na Niżnią Polanę Kominiarską. Czas przejścia: 1:10 h, ↓ 55 min
 – wzdłuż górnego biegu potoku biegnie znakowana czarno Ścieżka nad Reglami z Cudakowej Polany w Dolinie Kościeliskiej przez Przysłop Kominiarski, Niżnią Kominiarską Polanę i Kominiarską Przełęcz do Doliny Chochołowskiej.
- Czas przejścia z Doliny Kościeliskiej na Niżnią Kominiarską Polanę: 40 min, z powrotem 30 min
- Czas przejścia z polany do Doliny Chochołowskiej: 1:20 h, z powrotem 1:35 h.